# Émile Warré
Éloi François Émile Warré (ur. 9 marca 1867 w Grébault-Mesnil, zm. 20 kwietnia 1951 w Tours) – francuski duchowny katolicki i pszczelarz, twórca ula popularnego (znanego także jako ul Warré lub ul ludowy) i zasad gospodarowania w tymże ulu.

## Życiorys
Wyświęcony na kapłana w 1891 roku w Amiens, został proboszczem w Mérélessart w departamencie Somma w 1897 roku, a następnie w Martainneville w tym samym departamencie. W 1916 roku przeniósł się do stanu świeckiego, aby w Saint-Symphorien (departament Indre i Loara) poświęcić się już wyłącznie pszczelarstwu.
Na podstawie doświadczeń z różnymi systemami uli, ówcześnie dostępnej wiedzy naukowej oraz obserwacji metod historycznych opracował tzw. ul popularny (ul Warré), czyli ul korpusowy ze stałymi plastrami, który ma zapewniać pszczołom warunki możliwie bliskie naturalnych, być tani w produkcji i prosty w obsłudze, a jednocześnie pozwalać pszczelarzowi na osiąganie zysków z pasieki.
Warré, zanim opracował swój własny typ ula, stosując te same metody przez 10 lat w tej samej pasiece, porównał 12 różnych systemów uli, w tym Dadanta, Voirnot, Layensa i kongresowy.
Był promotorem naturalnego pszczelarstwa, wydawał czasopismo branżowe, był autorem kilku publikacji z tego zakresu, z których najważniejsza to L’apiculture pour tous [Pszczelarstwo dla wszystkich] – gdzie tłumaczy genezę, podaje szczegółowe wskazówki do budowy i prowadzenia gospodarki w ulu popularnym.
L’apiculture pour tous przetłumaczono na wiele języków, a ul Warré jest współcześnie coraz częściej wykorzystywany w pasiekach, które preferują metody naturalne. Można go znaleźć również w pasiekach komercyjnych, na przykład Tim Malfroy w Australii czy Gilles Denis we Francji prowadzą pasieki oparte na ulach Warré, liczące około 300 rodzin.

## Poglądy
Jego celem było stworzenie ula, który byłby jak najbliższy naturalnych warunków, w których żyje pszczoła, ale który pozostawałby wygodny dla pszczelarza. Poszukiwał oszczędności zamiast wydajności. Budowa jego ula, jak i sposób jego zarządzania wymagały więc niewielkich nakładów finansowych. Pragnął, by każdy mógł posiadać ul i pobierać z niego miód bez potrzeby inwestycji w specjalistyczne narzędzia.

## Ul popularny (ul Warré)

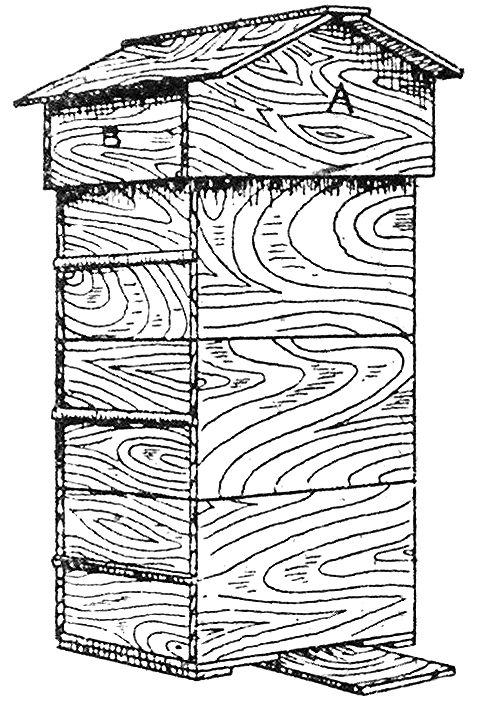
Ul popularny (ul Warré)

Ul Warré (ul popularny) jest ulem korpusowym, jednościennym, węższym niż powszechne obecnie systemy. Wielkość wnętrza korpusu wynosi 30 × 30 × 21 cm (dla porównania ul wielkopolski ma wymiary 37,5 × 37,5 × 26 cm, a Dadant – 45 × 45 × 31 cm). Jest ulem snozowym – nie stosuje się w nim ramek ani węzy, plastry są w całości budowane przez pszczoły i co za tym idzie stałe, gdyż pszczoły budują od ścianki do ścianki korpusu. Plastrów nie wyciąga się (jest to możliwe, ale utrudnione – trzeba odciąć krawędź plastra od ścianki korpusu). W każdym korpusie jest osiem snóz. Gniazdo składa się z dwóch korpusów, na takiej ilości ma miejsce zimowla.
Opat Warré dopuszczał, choć niechętnie, wersję ramkową swojego ula. Opisywał tę wersję w piątym wydaniu swego podręcznika. Wersja ramkowa charakteryzowała się nieco większymi rozmiarami wewnętrznymi: 335 mm × 335 mm × 207,5 mm. Istotna dla ojca Warré była przede wszystkim powierzchnia plastrów w jednym elemencie. Ta wynosiła w obu wersjach 96 dm².
Na wiosnę i w lecie ul powiększa się, aby rodzina miała miejsce do rozwoju, dodając korpusy od dołu. Dodawanie korpusów od dołu nie powoduje wychłodzenia czerwia, dzięki czemu można tę operację wykonać bardzo wcześnie w sezonie – Émile Warré sugeruje dokonanie tego np. podczas Świąt Wielkanocnych. Na jesieni (lub w trakcie sezonu) zbiera się górne korpusy w całości zapełnione miodem. Jako że w ulu tym nie stosuje się ramek, zbiór miodu wykonuje się poprzez wykrojenie plastrów z korpusu, by następnie rozgnieść je i odsączyć lub wytłoczyć z nich miód. Zapewnia to m.in. naturalną wymianę wosku w ulach.
Nie stosuje się kraty odgrodowej – matka zaczerwia komórki poniżej zapasów, przesuwając się w trakcie sezonu w dół, dzięki powiększaniu ula od dołu układ zapasów i gniazda pozostaje niezmienny, a wąskie korpusy sprzyjają naturalnemu ułożeniu zawartości plastrów i przechodzeniu matki niżej.
Ojciec Warré przeciwstawiał się wizerunkowi pszczoły jako owada niebezpiecznego, łatwo żądlącego. Uważał on, że pszczoła jest, wręcz przeciwnie, stworzeniem niezwykle łagodnym, a ewentualne użądlenia wynikają wyłącznie z niewłaściwego jej traktowania. Zapewniał, że korzystając z jego metody można uprawiać pszczelarstwo bez ryzyka użądlenia.